# Vlassenbroekse polder

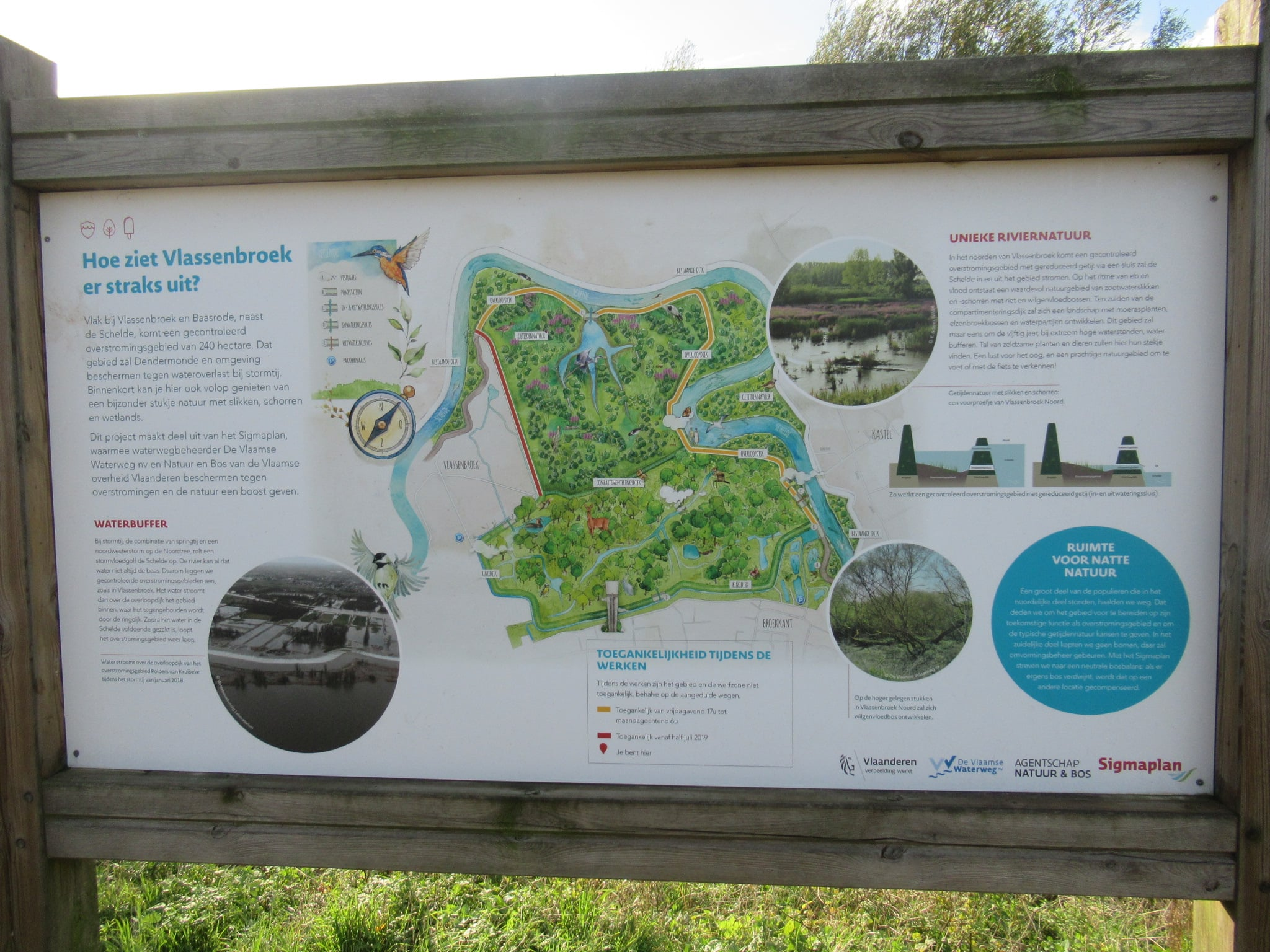

De Vlassenbroekse polder is een polder in het Belgische dorpje Vlassenbroek binnen de Dendermondse deelgemeente Baasrode. In dit gebied, dat slechts 1 tot 3 meter boven de zeespiegel ligt, vormt de Schelde, die er vaak uit haar oevers treedt, een meander. Dat leidde tot een moerassig poldergebied met akkers, bossen en weiland van totaal 240 hectare groot. Het gebied is Europees beschermd als onderdeel van Natura 2000-gebied 'Schelde en Durme-estuarium van de Nederlandse grens tot Gent' (BE2300006) en maakt deel uit van Nationaal Park Scheldevallei.
Door de menselijke overlevingsdrang werd het moerassig gebied rond Vlassenbroek al in de middeleeuwen ontgonnen met het oog op economische bedrijvigheid. Er was evenwel altijd het risico van overstromingen. Ook in de 21e eeuw bevaren transportboten nog heel intensief de Schelde, en blijft er een gevaar voor overstromingen.
Daardoor drongen bovenlokale overheidsbeslissingen zich op in het belang van de lokale leefbaarheid. Dankzij dat overheidsoptreden geniet het dorpje na de uitvoering van het Sigmaplan van het toerisme en recreatiefaciliteiten die het sociale leven en de economie ten goede komt.

## Geschiedenis

### De Middeleeuwen (500-1500 n.Chr.)

#### Vroege Middeleeuwen (500-1000 n. Chr.)
Oorspronkelijk kenmerkte het gebied zich door rietvelden en broekbossen die vaak overstroomden. Wanneer de Schelde overstroomde, konden de aanwezige bossen een groot deel van het water opvangen door het op te zuigen. Ondanks de natuurlijke drainage bleef er toch steeds een moerassige grond. Dat maakte het lange tijd onmogelijk om het gebied te ontginnen.

#### Volle Middeleeuwen (1000-1250 n. Chr.)
Vanaf de 11de eeuw begon de mens dat gebied te draineren om het meer en meer te kunnen ontginnen. Vermoedelijk behoorde een deel van dat ontgonnen gebied tot de bestemming voor het oudste deel (het koor) van het kerkje die we nu kennen.

#### Late Middeleeuwen (1250-1500 n. Chr.)
In de 14de eeuw ging de mens niet alleen verder ontginnen maar maakte hij ook indijkingen. Hierdoor ontstond een poldergebied met smalle weilanden en vele sloten. Op die manier hoopten de lokale bewoners overstromingen te voorkomen op lager gelegen gronden en zo meer vruchtbare gronden te creëren op de schorren. Vooral wanneer de Schelde overstroomde tot over de sloten heen, liet zij een voedzame sliblaag op de schorren achter. Uiteindelijk bleek het resultaat onvoldoende, waardoor de plaatselijke bevolking het gebied onbeheerd achterliet. Zo begon het riet opnieuw volop te groeien en ontstonden hakhoutbosjes op de schorren.
Uiteindelijk leidden te veel dijkbreuken door overstromingen tot uitbaggeringen van de Schelde. Waarschijnlijk was dat de aanzet om van de Schelde gebruik te maken en te bevaren. Via de Schelde konden zeilboten vanuit Antwerpen Baasrode aan- en afvaren. Zo ontstond er een havengebied dat tot heel wat economische bedrijvigheid leidde. Hiernaar verwijst onder andere “Haventafereel” van Pieter Breugel de Oude uit 1556. Deze economische bedrijvigheid leidde tot een bloeiende scheepsbouw in Baasrode. Het scheepvaartmuseum in Baasrode met zijn originele ateliers, verwijst nu nog naar de  bloeiende scheepsbouwwerven van weleer.

### De hedendaagse tijd (1945 n. Chr. – nu)

#### De jaren 1950
In 1953 ontwikkelde zich een van de meest rampzalige overstromingen. Deze ontstonden wanneer binnen het Nederlandse Deltagebied een sterke noordwesterstorm in combinatie met een stevig springtij voorkwam.
Op Vlaams grondgebied lieten er in die overstroming 18 mensen het leven. Over het hele Deltagebied trof dat 1836 levens. Als reactie hierop ontwikkelde de Nederlandse regering het Deltaplan. Dat plan hield een verhoging en versteviging van de dijken in maar ook afdammingen die stormvloedkeringen mogelijk maakten. Op die manier beschermde Nederland het Deltagebied tegen hoog opkomend water.
In Vlaanderen kwam de Polderwet er die onderhoud oplegde van de dijken. Bijkomend ontstond de civiele bescherming die snelle en efficiënte hulp moest bieden in situaties van wateroverlast.
Opvallend gebeurde er tijdens de jaren 1950 ook een aanplanting van populieren om de natuurlijke drainage te vergroten. Door de natte gronden groeiden deze Canadese populieren heel snel en verdwenen de inheemse zwarte populieren.

#### De jaren 1970
Jaarlijks terugkerende overstromingen bleven binnen het Vlaamse Deltagebied (Noordelijk deel van Antwerpen en het Waasland) geen uitzondering. De ergste gelijkaardige situatie aan die  van 1953, deed zich voor in 1976. Toen stond het waterpeil in Antwerpen 3,5 meter boven het gemiddelde niveau. Dijken scheurden over een breedte van 12 meter, gemeenten liepen onder water en vele dorpen stonden blank. Door dat herhaaldelijke gebeuren gaf de Vlaamse overheid in 1977 het startschot voor het Sigmaplan.

#### Het Sigmaplan (2012-2015)

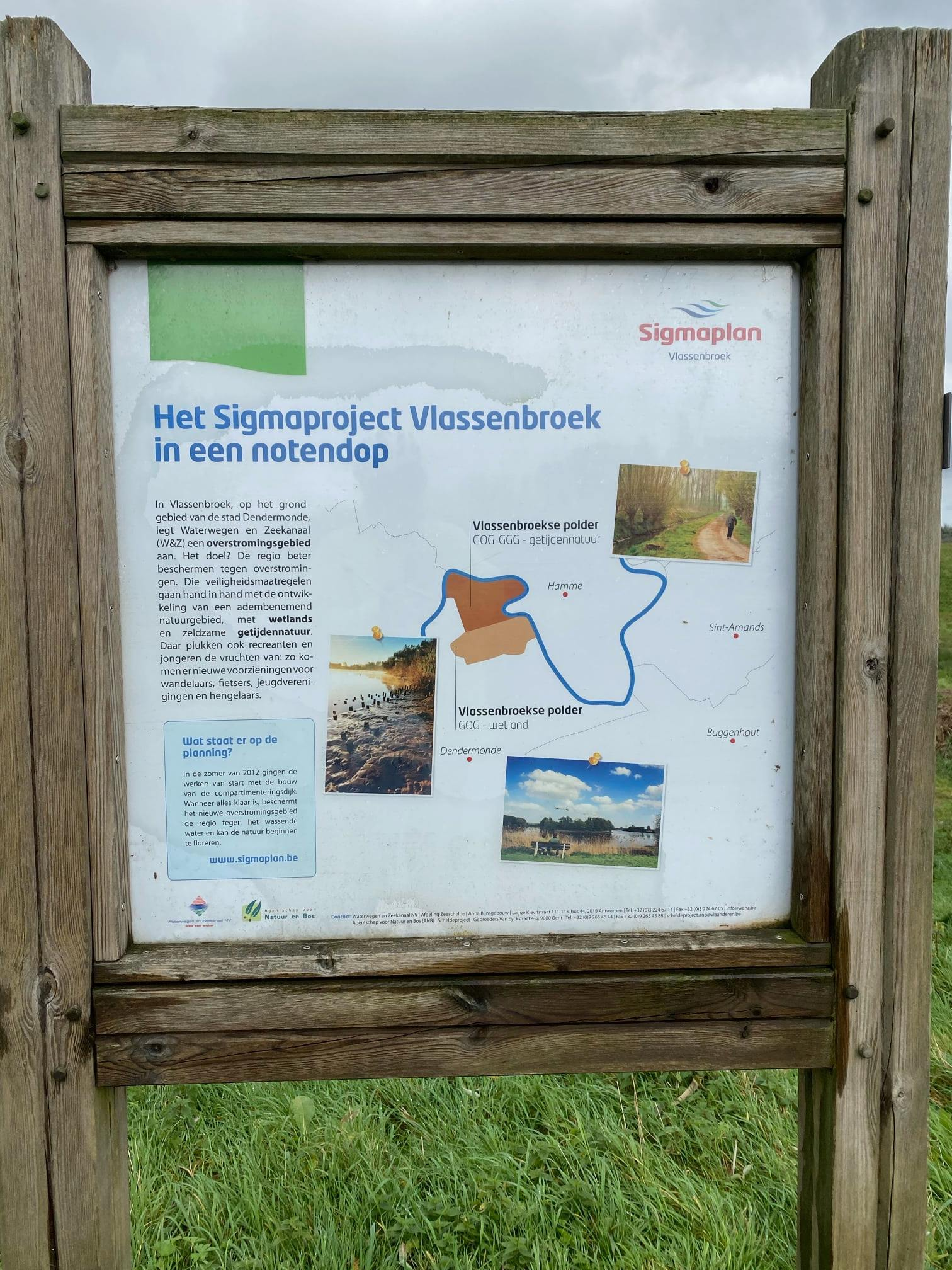

Het Sigmaplan is slechts een onderdeeltje uit de “ontwikkelingsschets 2010 Schelde- estuarium”. Vlaanderen en Nederland legden de uitvoering van deze schets in een verdrag vast. In vergelijking met Nederland koos de Vlaamse overheid niet alleen voor dijkverhoging en stormvloedkeringen. Zij koos ook voor een natuurlijk waterbeheer dat ruimte biedt voor de rivier. Dat vatte het Sigmaplan samen in 3 maatregelen:
1. Bouwen van hogere en stevigere dijken
2. Gecontroleerde overstromingsgebieden creëren die het teveel aan water opvangen
3. Voorzien in de mogelijkheid tot stormvloedkering ter hoogte van de Oosterweel.[11]

Hiervoor ondertekende de stad Dendermonde het samenwerkingsprotocol met de nv Waterwegen en Zeekanaal op 18/10/2011.
Bouwen van hogere en stevigere dijken van 8 tot 11 meter hoogte
Met  de uitvoering van het Sigmaplan verhoogt en versterkt de Vlaamse overheid de slappe en verouderde dijken langs de Schelde en haar zijrivieren. Hiervoor zorgen gespecialiseerde baggertechnieken (baggerspecie) voor innovatieve dijken (compartimenteringsdijken). Deze ring- en overloopdijken moesten onder andere het pittoreske dorpje Vlassenbroek maar ook de rest van de Dendermondse deelgemeente Baasrode beschermen tegen overstromingen van de Schelde. Door middel van die baggerspecie  verdwenen de noodzakelijke vrachtwagenritten doorheen het dorpje Vlassenbroek.
Gecontroleerde overstromingsgebieden creëren
Sluizen in de overloop- of compartimentsdijken controleren de hoeveelheid water op basis van de getijdennatuur: eb en vloed. Bij eb of laagwater gaat een hoeveelheid water van het overstromingsgebied terug naar de Schelde. Bij vloed of hoogwater gebeurt het omgekeerde. De compartimenteringsdijken laten gecontroleerd een hoeveelheid water van de Schelde het overstromingsgebied binnenvloeien. Zo ontstaat er binnen het overstromingsgebied, omgeven door de ringdijk, tweemaal per dag een gecontroleerd tij.
Mogelijkheid tot stormvloedkering voorzien ter hoogte van de Oosterweel	
De stormvloedkering houdt in dat een poortensysteem de deuren sluit wanneer een te hevige stormvloed nadert. Op die manier vangt de muur van gesloten deuren de grote hoeveelheid op en breekt het de kracht af. Zo zijn lagergelegen gebieden beschermd tegen overstroming.
Alleen ging het Sigmaplan er later vanuit dat dit overbodig was door de Schelde meer ruimte te geven. Door te voorzien in het gecontroleerde overstromingsgebied met verstevigde dijken behoorde de stormvloedkering finaal niet meer tot de uitvoering van het Sigmaplan. Bovendien was er op Nederlands grondgebied reeds een stormvloedkering. Daarom beslisten onderzoekers in een update van het Sigmaplan van 2005 dat de kosten de baten zouden overtreffen.

#### Nu
Nu beschermt de buitenste dijk, namelijk de Ringdijk, (ook wel Scheldedijk genoemd omdat hij de onmiddellijke grens vormt van de Scheldeoever met het dorpje) het dorpje Vlassenbroek. De binnenste compartimenteringsdijken controleren de hoeveelheid water in de Schelde en het overstromingsgebied, tussen de Schelde en het dorpje Vlassenbroek. De Vlassenbroekse polder staat vooral gekend als een geliefd  natuurgebied met vele recreatiemogelijkheden waarin een rijke fauna en flora leeft. Daarnaast biedt het dorpje zelf ook een aantal kunstgalerijen en horecazaken die het toerisme lokken.
Zo voorzag het Sigmaplan op de ringdijk een pad die wandel- en fietsmogelijkheden voorziet. Vanop die ringdijk heerst een uitzicht over het natuurlandschap. Binnen de polder zelf  situeert zich een wandelnetwerk van 514 km. Van die 240 hectare Vlassenbroekse Polder heeft Natuurpunt ’s Herenbosch 30 hectare in beheer. Op dat stuk gebied bevindt zich ook het natuurleerpad.  Natuurpunt vzw. En Natuur en bos van de stad Dendermonde houdt hiervan nog een 20 hectare extra in beheer. In het totaal houdt het Vlaamse gewest tot 20 mei 2025 53ha, 8a en 56 ca in beheer als erkend natuurreservaat ‘Vlassenbroekse Polder en Schorren. Om die oversteek van de ringdijk naar de polder zelf mogelijk te maken voorzag de stad Dendermonde in een veer dat de oversteek mogelijk maakt over de Schelde.